# Gala Mill
| Совокупная оценка | Совокупная оценка |
| Источник          | Оценка            |
| ----------------- | ----------------- |
| Metacritic        | 87/100            |
| Оценки критиков   |                   |
| Источник          | Оценка            |
| Allmusic          | [ 4 ]             |
| Contact Music     | [ 6 ]             |
| Drowned in Sound  | 8/10              |
| Gigwise           | [ 3 ]             |
| Mojo              | [ 8 ]             |
| Ox-Fanzine        | 10/10             |
| Pitchfork Media   | 8.4/10            |
| The Skinny        | [ 10 ]            |
| Spin              | [ 11 ]            |
| Tiny Mix Tapes    | [ 2 ]             |

Gala Milly — третий студийный альбом австралийской рок-группы The Drones. Он был выпущен в сентябре 2006 года лейблами ATP Recordings и Shock Records. Записанный на заброшенной мельнице в Тасмании, это был их последний альбом с участием основателя группы Руи Перейры и первый альбом с Майком Ногой на барабанах. Музыка, которая совершает «эпический скачок за пределы гаражного рока», добавляет влияния фолк-рока и современной фолк-музыки к их привычному панк-блюзовому стилю. Тексты песен Гарета Лиддьярда для альбома больше сосредоточены на колониальной и недавней истории Австралии, что заметно в таких треках, как «Jezebel», «Words From The Executioner To Alexander Pearce» и «Sixteen Straws».
Как и его предшественник, альбом получил признание критиков как в Австралии, так и за рубежом, причём во многом благодаря сырому музыкальному стилю альбома и мрачной лирике Лиддьярда. Это был также их первый альбом, вошедший в топ-100 чарта ARIA Charts, и второй, номинированный на Австралийскую музыкальную премию. В 2010 году Gala Mill был включён в список 100 лучших австралийских альбомов всех времён, а год спустя современники группы и «эксперты индустрии» признали его 19-м лучшим австралийским альбомом всех времён. Альбом также был включён в список «200 величайших австралийских альбомов всех времён» по версии Rolling Stone Australia.

## Композиции
Альбом начинается композицией «Jezebel», это «медленный, бурлящий восьмиминутный трек […], готовый взорваться в любой момент», затрагивает такие темы, как «смерть журналиста Дэниела Перла на Ближнем Востоке, ядерные испытания на родине в Австралии и бойня, позорно вошедшая в историю Австралии». Трек описывают как «американские горки» и как «песню о любви на девять частей, напоминающую кошмар о конце света», с аллегорическими текстами. По словам Грейла Маркуса, эта «безумная» песня «казалось бы, вбирает в себя весь хаос и ужас настоящего момента, цепляясь за одного человека, который изо всех сил пытается удержать этот мир внутри себя». Он назвал припевы «нервирующими» и в целом счёл исполнение группы «шокирующим».

## Релиз
Альбом был выпущен в Австралии на CD лейблом Shock Records. ATP Recordings выпустили альбом на двойном виниле и в формате диджипак в Великобритании и США (первый был выпущен только в Великобритании). В Великобритании он был выпущен 8 октября 2006 года. На трек «Jezebel» был снят первый в истории группы видеоклип, который был выложен на YouTube. Издание The Aquarian Weekly описало его как «апокалиптическое […] воссоздание в основном старых чёрно-белых фильмов, отмеченных пытками, наказаниями и военными репрессиями».

## Отзывы
Альбом получил положительные отзывы музыкальной критики и интернет-изданий.

### В Австралии
Альбом Gala Mill получил положительные отзывы в австралийской прессе. Джефф Глорфельд из The Age написал: «[Группа] создала ещё один [альбом], ещё лучше, насыщенный, напряжённый […] и всё же — безумный?», и похвалил тексты песен Лиддьярда. Бернард Зуэль из Sydney Morning Herald написал, что «постижение Лиддьярдом тёмного видения совершенно неотразимо, яростно и поэтично, невиданное в этих краях со времён, когда Ник Кейв соединил Фланнери О’Коннор и Ветхий Завет, а ранние Bad Seeds выпустили на волю гончих ада», хотя «сдержанное величие» их музыки выделяло их среди других групп, находившихся под схожим влиянием.

### Международные
Альбом получил оценку Metacritic 87 баллов из 100, что означает «всеобщее признание» на основе 6 рецензий.
Сет К из Tiny Mix Tapes написал, что «[на этом альбоме] царит скромность, и что делает Gala Mill такой впечатляющей, так это то, как The Drones открыто выражают свои эмоции и насколько естественно всё это выливается», назвав Лиддьярда «страстно воинственным» и сравнив его с «рассказчиками» вроде Ника Кейва и Боба Дилана. Он описал группу как «радикалов, патриотов и любовников в одном лице». Брэндон Стосуй из Pitchfork Media написал, что Gala Mill считает, что «группа совершает эпический скачок за пределы гаражного рока, предоставляя Гарету Лиддьярду пространство для своих мрачных, литературных, богатых историей историй». Он завершил свой обзор следующими словами: «В Нью-Джерси есть Спрингстин, Миннеаполис, Крейг Финн, и живописное чувство места и страны Лиддьярда одинаково захватывает. Создаётся ощущение, что он мог бы надрать задницы и Боссу, и Финну». Том Гилхеспи из Gigwise назвал его «убийственным чудом» и «самым сознательно австралийским альбомом за многие годы […], а также одним из самых важных». Майк Ри из Contact Music назвал его «превосходным».[…] Развязный рок в стиле Rolling Stones в сочетании с сырым и свободным блюзовым месивом и моментами удивительной красоты — The Drones способны создавать великолепную музыку, в которой острые углы не просто остаются, а активно используются и выносятся на первый план". Он также сравнил группу с Beasts of Bourbon, заключив: «здесь чувствуется великолепное ощущение медитативного, задумчивого, стихийного рока. Gala Mill — отличная визитная карточка, возможно, лучшей группы в Австралии».
Смешанную рецензию оставил Али Мэлони из журнала The Skinny, предположивший, что альбом наживается на недавнем успехе The Proposition благодаря своему звучанию и текстам, саркастически описав его как «хороший, завораживающий рок времен пыльной бури для тех дней, что я провёл, сидя на бревне, потягивая виски и попивая фасоль из банки». Джон Кили в своей статье для Brainwashed назвал его «крепким релизом с несколькими очень сильными песнями, которыми группа может гордиться, но, боюсь, я всё ещё жду, когда The Drones выпустят свой шедевр». Он раскритиковал некоторые песни, назвав их «немного растянутыми», а также нелестно сравнил альбом с живыми выступлениями группы: «С альбомом Gala Mill The Drones всё ещё не смогли передать всю сырость и мощь своих живых выступлений. Слушать их студийную работу после того, как впервые услышал их вживую, — настоящее разочарование. Неожиданные вставки с разговорами группы в студии (которые становятся ужасно раздражающими) наводят непосвященных на мысль, что именно так звучат The Drones, когда они просто поют песню, но это не так. Динамики должны плавиться во время проигрывания CD, но, увы, они лишь слегка нагреваются».[26] Димитри Насралла из Exclaim! назвал альбом «достойным продолжением 2006 года, вышедшим после отличного альбома 2005 года, но новичкам группы рекомендуется начать с Wait Long».

### Награды и номинации
Альбом был номинирован на Австралийскую музыкальную премию 2006 года — второй год подряд, когда группа номинировалась на эту премию. В предыдущем году победу одержали Wait Long By The River и Bodies of Your Enemies Will Float By, но уступил Moo, You Bloody Choir группы Augie March. Они также были номинированы в категории «Самый выдающийся новый независимый артист» на первой церемонии вручения наград Ассоциациb австралийских независимых звукозаписывающих компаний AIR).
В октябре 2010 года альбом Gala Mill занял 21-е место в книге «100 лучших австралийских альбомов». В опросе, организованном Triple J в 2011 году, где «некоторым ведущим музыкантам страны и экспертам музыкальной индустрии [было предложено назвать] их любимые австралийские альбомы всех времён», Gala Mill заняла 19-е место из 100 заявок. В 2014 году трек «Sixteen Straws» был включён изданием Flavorwire в список «50 лучших заключительных треков альбомов в истории». В 2021 году журнал Rolling Stone Australia включил Gala Mill на 155-е место в свой список «200 величайших австралийских альбомов всех времён» (один из двух альбомов Drones в списке), а Джеймс ДиФабрицио написал, что альбом показал, что группа «[расширила] своё видение до лихорадочных, красноречивых рок-н-ролльных панихид, которые в дальнейшем определили их наследие в австралийской музыке».

## Список композиций
Слова и музыка всех песен — The Drones unless mentioned otherwise.
| №                   | Название                                         | Автор(ы)             | Длительность |
| ------------------- | ------------------------------------------------ | -------------------- | ------------ |
| 1.                  | «Jezebel»                                        |                      | 7:51         |
| 2.                  | «Dog Eared»                                      |                      | 4:53         |
| 3.                  | «I'm Here Now»                                   |                      | 7:45         |
| 4.                  | «Words From The Executioner To Alexander Pearce» |                      | 5:15         |
| 5.                  | «I Don't Ever Want To Change»                    |                      | 3:59         |
| 6.                  | «Work For Me»                                    |                      | 5:38         |
| 7.                  | «I Looked Down The Line And I Wondered»          |                      | 5:29         |
| 8.                  | «Are You Leaving For The Country»                | Richard Tucker       | 4:26         |
| 9.                  | «Sixteen Straws»                                 | The Drones, народная | 9:35         |
| Общая длительность: | Общая длительность:                              | Общая длительность:  | 54:51        |

### Gala Mill(Британский релиз)
Все треки написаны The Drones, кроме указанных:
| №                   | Название            | Длительность |
| ------------------- | ------------------- | ------------ |
| 1.                  | «Jezebel»           | 7:51         |
| 2.                  | «Dog Eared»         | 4:53         |
| Общая длительность: | Общая длительность: | 12:44        |

| №                   | Название                                         | Длительность |
| ------------------- | ------------------------------------------------ | ------------ |
| 3.                  | «I'm Here Now»                                   | 7:45         |
| 4.                  | «Words From The Executioner To Alexander Pearce» | 5:15         |
| Общая длительность: | Общая длительность:                              | 13:00        |

| №                   | Название                                | Длительность |
| ------------------- | --------------------------------------- | ------------ |
| 1.                  | «I Don't Ever Want To Change»           | 3:59         |
| 2.                  | «Work For Me»                           | 5:38         |
| 3.                  | «I Looked Down The Line And I Wondered» | 5:29         |
| Общая длительность: | Общая длительность:                     | 14:56        |

| №                   | Название                          | Автор(ы)             | Длительность |
| ------------------- | --------------------------------- | -------------------- | ------------ |
| 1.                  | «Are You Leaving For The Country» | Richard Tucker       | 4:26         |
| 2.                  | «Sixteen Straws»                  | The Drones, народная | 9:35         |
| Общая длительность: | Общая длительность:               | Общая длительность:  | 14:01        |

## Чарты
| Чарт (2006)                   | Высшая позиция |
| ----------------------------- | -------------- |
| Австралия (ARIA Albums Chart) | 66             |